# Електронски документ
Електронски документ (енгл. Electronic document) представља било какав скуп података у електронском облику, чија је намена коришћење у електронској или штампаној форми.
Првобитно, рачунарски подаци сматрани су нечим интерним, а завршна, односно употребна верзија документа увек је била на папиру. Развојем интернет технологија и рачунарских мрежа, створила се потреба за електронском разменом докумената, много погоднијем начину од размене у штампаном облику.
Електронски документ је скуп података састављен од слова, бројева, симбола, графичких, звучних и видео записа садржаних у поднеску, писмену, решењу, исправи или било ком другом акту који сачине правна и физичка лица или органи власти ради коришћења у правном промету или у управном, судском или другом поступку пред органима власти, ако је електронски израђен, дигитализован, послат, примљен, сачуван или архивиран на електронском, магнетном, оптичком или другом медију.
Електронском документу не може се оспорити пуноважност или доказна снага само зато што је у електронском облику, односно он има исту ваљаост као и документ на папиру, уколико је сачињен на одговарајући начин.
Аналогно својеручном потпису у стандардном пословању, у системима електронског пословања за идентификацију потписника и аутентичност потписаног електронског документа користи се електронски потпис. Електронски потпис има и додатну особину да штити интегритет електронског документа.
Временски жиг је званично време придружено електронском документу којим се потврђује садржај електронског документа у то време, односно гарантује аутентичност и правну важност електронског документа. Временски жиг у комбинацији са електронским потписом и одговарајућим корисничким апликацијама потребан је и довољан услов да се у складу са важећим правним оквирима пређе са папирног на електронско пословање.

## Најзначајнија поља примене
Најзначајнија поља примене електронског документа су:
- електронско пословање
- електронска трговина
- електронско банкарство
- електронска управа
- електронско учење
- електронско здравство

## Законска регулатива
Закон о електронском документу (Службени гласник РС бр. 51/2009 ) донет је 8. јула 2009. године. Овим законским текстом уређују се услови и начин поступања са електронским документима у правном промету, управним, судским и другим поступцима, као и права и обавезе и одговорности привредних друштава и других правних лица, предузетника и физичких лица, државних органа, органа територијалне аутономије и органа јединица локалне самоуправе и органа предузећа, установа, организација и појединаца којима је повремено вршење послова државне управе, односно јавних овлашћења у вези са електронским документом. Законом о електронском документу регулишу се питања као што су шта је то електронски документ, каква је његова пуноважност и доказана снага, начин израде, достављања, чувања и заштите електронског документа, као и питања везана за надзор, казне и доношење подзаконских аката везаних за примену овог закона. Неке од основних одредби овог закона су израда, достављање, чување и заштита електронских докумената и временски жиг.

### Израда електронских докумената
- Електронски документ израђује се применом било које доступне и употребљиве информационо-комуникационе технологије, ако законом није другачије одређено.
- Електронски документ који је изворно настао у електронском облику сматра се оригиналом.
- Електронски документ који је настао дигитализацијом изворног документа чија форма није електронска, сматра се копијом изворног документа, осим ако је дигитализацију обавио орган власти или је истоветност са изворним документом потврдило овчашћено лице.
- Електронски документ не може имати копију у електронском облику.
- Копија електронског документа на папиру израђује се овером штампаног примерка спољне форме приказа електронског документа.

### Достављање електронских докумената
- Потврда о пријему електронског документа је доказ да је тај документ примљен од стране примаоца.
- Потврду о пријему електронског документа издаје прималац или информациони посредник.
- Потврда о пријему електронског документа може бити сачињена у форми електронског документа.
- Сваки примљени електронски документ сматра се посебним документом, осим ако је више пута примљен истоветан документ.

### Чување и заштита електронских докумената
- Правна и физичка лица и органи власти дужни су да чувају и архивирају електронска документа у информационом систему или на медијима који омогућавају трајност електронског записа за утврђено време чувања, у складу са законом којим се уређује архивска грађа, законом којим се уређује електронски потпис и прописима о канцеларијском пословању.
- Правна и физичка лица могу послове текућег чувања електронских докумената поверити другом правном лицу које је дужно да ове послове врши у складу са овим законом, својим актима и закљученим правним послом.

### Временски жиг
- Временски жиг придружује се електронском документу на основу захтева за формирање временског жига.
- Захтев за формирање временског жига садржи одређене податке из садржаја електронског документа, односно електронског потписа.
- Структура података временског жига садржи:
  1. идентификатор издаваоца временског жига
  2. серијски број временског жига
  3. време формирања временског жига
  4. објекат за формирање временског жига
  5. електронски потпис структуре података временског жига
  6. идентификатор алгоритма за електронски потпис временског жига
  7. идентификатор електронског сертификата путем кога се може верификовати електронски потпис временског жига

На основу Закона о електронском документу, донет је и Правилник о издавању временског жига

## Дигитални сертификат
Електронски сертификат (енгл. Digital certificate) је електронски документ који издаје сертификационо тело (енгл. Certification Authority - CA). Електронски сертификат може да се схвати као дигитална лична карта, јер садржи податке о кориснику сертификата и податке о издаваоцу дигиталног сертификата. То је уверење којим се потврђује веза између података за верификацију електронског потписа и идентитета потписника, који је издат од стране акредитованог сертификационог тела. У оквиру дигиталног сертификата који се изда кориснику налази се поред осталог и корисников јавни криптографски кључ (енгл. Public key), који је пар његовом тајном криптографском кључу (Private Key). Сертификациони ауторитет гарантује тачност података у сертификату тј. гарантује да јавни кључ који се налази у сертификату припада кориснику чији су подаци наведени у том истом сертификату. Због тога, остали корисници на Интернету уколико имају поверење у сертификационо тело, могу да буду сигурни да одређени јавни кључ заиста припада кориснику који је власник припадајућег тајног кључа.
Електронски сертификат је електронски документ који је јавно доступан на Интернету. Због тога што се у оквиру сертификата налазе јавни кључеви корисника сертификата, дистрибуцијом сертификата се дистрибуирају и јавни кључеви. Из тог разлога, омогућена је поуздана размена јавних кључева посредством Интернета између корисника који се никада нису срели, уз могућност верификовања идентитета корисника. Електронски сертификат је немогуће фалсификовати јер је потписан тајним криптографским кључем (енгл. Private key) сертификационог тела. За верификовање ваљаности дигиталног сертификата користи се јавни кључ тј. сертификат сертификационог тела.